# Isotachis montana
Isotachis montana là một loài rêu trong họ Balantiopsaceae. Loài này được Colenso mô tả khoa học đầu tiên năm 1888.